# Chiến dịch Huế – Đà Nẵng
Chiến dịch Huế - Đà Nẵng là một chiến dịch trong các chiến dịch lớn của cuộc Tổng tấn công và nổi dậy Mùa xuân năm 1975 do Quân Giải phóng miền Nam Việt Nam phát động, dẫn đến kết thúc thành công cuộc Chiến tranh Việt Nam. Chiến dịch này bắt đầu từ ngày 5 tháng 3 đến ngày 29 tháng 3 năm 1975 sau khi chiến dịch Tây Nguyên bắt đầu được một ngày. Diễn biến các hoạt động quân sự của chiến dịch bao gồm ba chiến dịch nhỏ hơn được tiến hành gối nhau về thời gian: Chiến dịch Trị Thiên 1975, Chiến dịch Nam-Ngãi và Chiến dịch Đà Nẵng.
Giống như ở Tây Nguyên, sự can thiệp của tổng thống Việt Nam Cộng hoà là Nguyễn Văn Thiệu với chiến lược "cố thủ" mới của ông cũng là một trong những nguyên nhân đưa đến việc Quân khu I thất thủ. Kết quả của chiến dịch này là Quân đoàn I Quân lực Việt Nam Cộng hòa phải rút bỏ Quân khu I. Để tránh nguy cơ bị tiêu diệt hoàn toàn, Quân đoàn II phải bỏ lại toàn bộ địa bàn ven biển miền Trung Trung bộ. Hai quân đoàn này sau đó đã phải giải thể. Những đơn vị còn lại được sáp nhập vào Quân đoàn III. Tuyến phòng thủ của quân đội Việt Nam Cộng hòa đã lùi từ mức 1 (giữ Huế - Đà Nẵng trở vào) xuống dưới mức 5 (giữ Ninh Thuận trở vào), làm phá sản những dự kiến hồi tháng 8 năm 1974 trong bản Kế hoạch quân sự Lý Thường Kiệt 1975 cũng như kế hoạch phòng thủ 5 mức đã được tổng thống Nguyễn Văn Thiệu vạch ra ngày 11 tháng 3 năm 1975. Quân Giải phóng miền Nam Việt Nam có thời cơ để đẩy nhanh sự tan rã của Quân lực Việt Nam Cộng hòa và sự sụp đổ của Việt Nam Cộng hoà.

## Lực lượng các bên

### Quân Giải phóng miền Nam Việt Nam

#### Dân thường
Trước và trong khi Chiến dịch diễn ra, quần chúng nhân dân tại các địa phương đã tích cực hỗ trợ quân Giải phóng. Hoạt động tiến công, nổi dậy của quần chúng nhân dân hướng tới buộc QLVNCH và Cảnh sát VNCH rơi vào thế bị động. Tại Quảng Nam và Đà Nẵng, quần chúng nhân dân đã giúp QGP và Công an Giải phóng bức hàng những binh lính VNCH vẫn còn chống trả, không chịu đầu hàng. Phía Chính phủ Cách mạng lâm thời Cộng hòa miền Nam Việt Nam đã chuẩn bị các phương án hỗ trợ quần chúng làm chủ các điểm chiến lược như đài phát thanh, trụ sở làm việc,...

#### Binh lực
Tại Trị Thiên Huế và Đà Nẵng: Tháng 3 năm 1975, lực lượng Quân Giải phóng miền Nam Việt Nam trên địa bàn Trị Thiên Huế có Quân đoàn 2 - Binh đoàn Hương Giang (thành lập tháng 5 năm 1974) gồm các sư đoàn bộ binh 304, 324, 325; sư đoàn phòng không 673; lữ đoàn pháo binh 164; lữ đoàn xe tăng 203; lữ đoàn công binh 219; trung đoàn thông tin 463. Lực lượng quân khu Trị Thiên Huế (B5 cũ) có mặt trên địa bàn gồm các trung đoàn bộ binh 4, 46, 271, tiểu đoàn bộ binh độc lập số 21, 6 tiểu đoàn quân địa phương, một trung đoàn pháo binh cơ giới, một trung đoàn cao xạ, một trung đoàn công binh, một tiểu đoàn đặc công, một tiểu đoàn vận tải cơ giới.
Tại địa bàn phía Bắc khu 5, sư đoàn bộ binh 2 chủ lực khu sau chiến dịch Nông Sơn - Thượng Đức, trung đoàn 141 (sư đoàn 3), các trung đoàn pháo binh 368 và 572, lữ đoàn bộ binh 52, trung đoàn địa phương 96 (Quảng Đà), trung đoàn địa phương 94 (Quảng Ngãi), các tiểu đoàn địa phương 70 và 72 (Quảng Nam) đã đứng chân trên các bàn đạp chiến lược tại khu vực Trung Phước - Quế Sơn, đối diện với tuyến phòng thủ của sư đoàn 2 Quân lực Việt Nam Cộng hoà ở Tiên Phước-Phước Lâm-Suối Đá.

#### Chỉ huy
Tư lệnh chiến dịch: Trung tướng Lê Trọng Tấn - Phó Tổng tham mưu trưởng
Chính ủy chiến dịch: Thiếu tướng Chu Huy Mân - Tư lệnh Quân khu 5
Quân đoàn 2
Tư lệnh quân đoàn 2 (từ tháng 2 năm 1975): Thiếu tướng Nguyễn Hữu An.
Chính ủy quân đoàn: Thiếu tướng Lê Linh.
Phó tư lệnh: Đại tá Hoàng Đan.
Phó chính uỷ: Đại tá Nguyễn Công Trang.
Sở chỉ huy Quân đoàn đóng tại Động Truồi (Tây Nam tỉnh Thừa Thiên Huế).
Quân khu Trị-Thiên
Tư lệnh kiêm chính uỷ: Thiếu tướng Lê Tự Đồng.
Phó tư lệnh kiêm tham mưu trưởng: Đại tá Dương Bá Nuôi.
Phó tư lệnh: Nguyễn Chi
Phó chính uỷ: Nguyễn Văn Thanh
Tham mưu phó: Nguyễn Mạnh Thoa.
Sở chỉ huy Quân khu đóng tại Cốc Ba Bó.
Bộ tư lệnh khu 5
Tư lệnh: Thiếu tướng Chu Huy Mân
Chính uỷ: Võ Chí Công
Phó Tư lệnh: Nguyễn Chơn
Phó Chính uỷ: Thiếu tướng Đoàn Khuê
Sở chỉ huy quân khu đóng tại Trà My.

### Quân lực Việt Nam Cộng hoà
Binh lực
Đầu năm 1975, Quân khu I - Quân đoàn I Quân lực Việt Nam Cộng hòa là đơn vị có biên chế mạnh nhất trong các quân khu, biệt khu. Do nằm ở địa bàn đối diện với miền Bắc, Quân đoàn này có 3 sư đoàn bộ binh 1, 2 và 3; sư đoàn dù và sư đoàn thủy quân lục chiến thuộc lực lượng tổng trù bị với biên chế mỗi sư đoàn có 4 lữ đoàn; bốn liên đoàn biệt động quân 11, 12, 14, 15; 5 thiết đoàn xe tăng, xe bọc thép 4, 7, 11, 17, 20; 13 chi đội xe bọc thép tăng phái cho các sư đoàn bộ binh; 21 tiểu đoàn pháo binh; sư đoàn không quân số 1; 2 tiểu đoàn cao xạ tự hành; 2 hải đoàn tuần duyên và 2 giang đoàn; 50 tiểu đoàn và 5 đại đội bảo an; 6 đại đội cảnh sát dã chiến.
Quân đoàn này cũng nắm trong tay và sở hữu một khối lượng binh lực, vũ khí, phương tiện chiến tranh và dự trữ hậu cần rất lớn gồm 134.000 sĩ quan và binh sĩ, trong đó có 84.000 quân chủ lực và 50.000 quân địa phương; 449 xe tăng, xe bọc thép; 418 khẩu pháo lớn có cỡ nòng từ 105mm đến 175mm; 27 xe bọc thép M-42 gắn cao xạ 40 mm 2 nòng; 37 xe cùng loại gắn súng máy 6 nòng loại Vulcan; 373 máy bay, trong đó có 96 máy bay chiến đấu; 165 tàu, xuồng các loại.
Chỉ huy chiến trường
- Các Tư lệnh:

1. Quân đoàn I & Quân khu 1: Trung tướng Ngô Quang Trưởng
2. Sư đoàn 1 Không quân: Chuẩn tướng Nguyễn Đức Khánh
3. Sư đoàn Nhảy dù: Chuẩn tướng Lê Quang Lưỡng.
4. Sư đoàn Thủy quân Lục chiến: Thiếu tướng Bùi Thế Lân.
5. Hải quân Vùng 1 Duyên hải: Phó Đề đốc Chuẩn tướng Hồ Văn Kỳ Thoại

## Ý đồ quân sự - chính trị của các bên

### Phương án tấn công củaQuân Giải phóng miền Nam Việt Nam
Hướng Trị Thiên
Sau các chiến dịch Nông Sơn - Thượng Đức (phối hợp với chủ lực khu 5), La Sơn - Mỏ Tàu (K18), Quân đoàn 2, binh lực chủ yếu của mặt trận Trị-Thiên của Quân Giải phóng miền Nam Việt Nam đã chiếm dược một số bàn đạp chiến dịch quan trọng và bố trí thành một vòng cung lớn từ phía Bắc (Đông Hà - Ái Tử) quan phía Tây (Khe Sanh - Ba Lòng) đến Tây và Nam Huế (A Lưới, Nam Đông) bao quanh các lực lượng của Quân lực Việt Nam Cộng hòa tại Quảng Trị và Thừa Thiên. Toàn bộ sư đoàn 304 và trung đoàn 3 (sư đoàn 324) có mặt ở Nông Sơn - Thượng Đức để chuẩn bị tấn công Đà Nẵng từ phía Tây. Riêng trung đoàn 95 (sư đoàn 325) đã được điều động đến Nam Tây Nguyên từ tháng 1 năm 1975, không tham gia chiến dịch. Trên địa bàn khu 5, sư đoàn 2 (chủ lực khu) đang chiếm lĩnh các vị trí thuận lợi ở Tiên Phước, Trà My, Trà Bồng nối liền với vùng Đắc Tô - Tân Cảnh.
Ngày 21 tháng 2 năm 1975, Bộ tư lệnh mặt trận Trị Thiên có sự tham sự của các chỉ huy Quân đoàn 2 và Quân khu Trị Thiên đã thông qua kế hoạch hành động quân sự xuân hè 1975 (mật danh K175) dự kiến từ tháng 3 đến tháng 5 năm 1975 và kế hoạch chiến dịch mùa thu 1975 dự kiến từ tháng 7 đến tháng 8 năm 1975. Với lực lượng tổng cộng 7 trung đoàn trên hướng Trị-Thiên và 4 trung đoàn trên hướng Đà Nẵng, Bộ tư lệnh mặt trận Trị-Thiên vạch kế hoạch ban đầu cho chiến dịch với mục tiêu trước mắt là đánh chiếm toàn bộ tỉnh Quảng Trị, bao vây cô lập Huế và nếu có điều kiện phát triển thì đánh chiếm toàn bộ địa bàn Trị Thiên Huế.
Để thực hiện ý đồ trên đây, hướng tấn công chính của Quân đoàn 2 được điều chỉnh từ Tây Bắc Huế (tuyến đường 12) xuống Tây Nam Huế (tuyến đường 14 nhằm mục tiêu cô lập toàn bộ cánh Bắc của Quân đoàn 2 Quân lực Việt Nam Cộng hòa với cánh Nam (Đà Nẵng và Quảng Nam-Quảng Ngãi). Toàn bộ địa bàn Trị Thiên được chia thành 5 khu vực tấn công gồm: Khu vực Quảng Trị (từ Nam Sông Thạch Hãn đến sông Mỹ Chánh); khu vực Bắc Thừa Thiên (Phong Điền, Quảng Điền, Hương Trà); khu vực thành phố Huế và ngoại vi; Khu vực đồng bằng Nam Huế Phú Vang, Hương Thủy; các trọng điểm giao thông trên đường số 1 tại Phú Lộc và bắc Hải Vân.
Hướng Nam-Ngãi
Sau khi chia cắt Huế với Đà Nẵng, Bộ tư lệnh khu V sẽ phối hợp tổ chức chiến dịch Nam-Ngãi tại địa bàn hai tỉnh này nhằm chia cắt Đà Nẵng với địa bàn ven biển miền Trung Trung bộ (thuộc Quân khu II - Quân lực Việt Nam Cộng hòa). Do hai trung đoàn bộ binh 2, 12 và trung đoàn pháo binh 368 (thiếu) của sư đoàn 3 Sao Vàng đang hoạt động phối hợp với Quân đoàn 3 ở hướng đường 19 - An Khê trong khuôn khổ chiến dịch Tây Nguyên; các lực lượng tham gia chiến dịch của Bộ tư lệnh Khu 5 chỉ còn sư đoàn 2, trung đoàn 141 (sư đoàn 3), các trung đoàn pháo binh 368 và 572, lữ đoàn bộ binh 52, trung đoàn địa phương 96 (Quảng Đà), trung đoàn địa phương 94 (Quảng Ngãi), các tiểu đoàn địa phương 70 và 72 (Quảng Nam). Mục tiêu của chiến dịch là cụm quân của sư đoàn 2, thiết đoàn 11 và Liên đoàn bảo an 912 Quân lực Việt Nam Cộng hòa tại khu vực Tiên Phước, Phước Lâm, Suối Đá, phát triển xuống Tam Kỳ, Quảng Ngãi. Nếu có thời cơ thì đánh chiếm toàn bộ địa bàn tỉnh Bình Định, bao gồm cả thành phố Quy Nhơn.
Hướng Đà Nẵng
Phương án ban đầu là bao vây, cô lập Đà Nẵng với các vùng xung quanh; chia cắt cụm quân Đà Nẵng với cụm quân phía Bắc và phía Nam của Quân đoàn I - Quân lực Việt Nam Cộng hoà, không cho các lực lượng này co về cố thủ Đà Nẵng. Sau đó tùy tình hình, có thể tổ chức tiến công vào căn cứ liên hợp hải - lục - không quân tại Đà Nẵng trong hành tiến.

### Phương án phòng thủ của Quân lực Việt Nam Cộng hòa

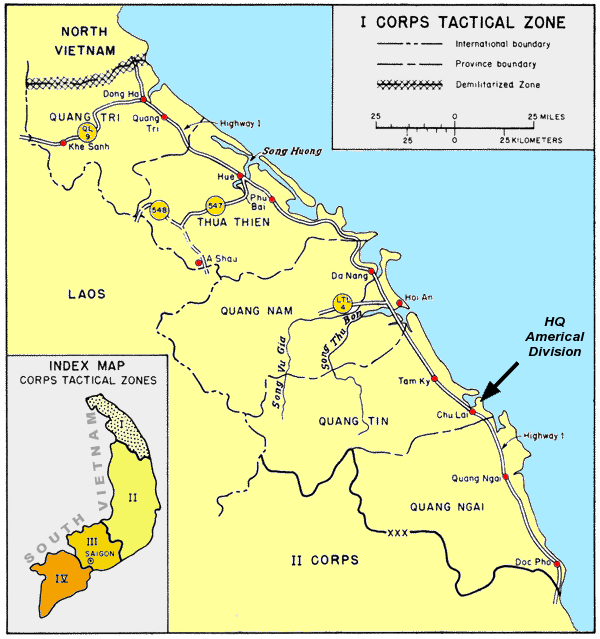
Sơ đồ Quân khu I của Quân lực Việt Nam Cộng hòa

Căn cứ vào "Kế hoạch quân sự Lý Thường Kiệt 1975", cùng với kinh nghiệm thực hành phản kích tại chiến trường Trị Thiên năm 1972 và các tin tức tình báo thu thập được, khối binh lực của Quân đoàn II được trung tướng Ngô Quang Trưởng bố trí thành ba tuyến với ba hướng phòng thủ cơ bản của quân khu.
 Các tuyến phòng thủ 
Tuyến "da cam": Theo kế hoạch của tướng Ngô Quang Trưởng, tuyến này có ý nghĩa như tuyến phòng thủ biên giới quốc gia; là tuyến tổng tiền đồn tiếp giáp với đối phương, vừa là tuyến bàn đạp để tấn công, vừa là tuyến ngăn chặn đầu tiên mọi cuộc tấn công của đối phương. Tuyến này được bố trí binh lực và hỏa lực mạnh; được tăng cường các lực lượng có khả năng đột kích sâu như thiết giáp, biệt động.
Tuyến "xanh lục": Còn gọi là tuyến trì hoãn; tuyến phòng thủ này có nhiệm vụ tiếp tục ngăn chặn nếu đối phương vượt qua tuyến "da cam"; có nhiệm vụ tiêu hao lực lượng đối phương, kéo dài thời gian và tạo cơ hội cho tuyến sau có thêm thời gian tổ chức phòng thủ hoặc tiến hành phản kích.
Tuyến "xanh dương": Có nhiệm vụ chốt giữ các khu phòng thủ đã được phân định, tiêu hao, tiêu diệt đối phương đã suy yếu khi vượt qua hai tuyến trước, tổ chức phản kích đẩy đối phương ra ngoài.
 Các hướng phòng thủ 
Hướng Trị Thiên Huế (Kế hoạch phòng thủ có mật danh X.28): Gồm sư đoàn bộ binh 1, sư đoàn thủy quân lục chiến, các liên đoàn biệt động quân 4 và 15, các liên đoàn bảo an 913, 914; các thiết đoàn số 17 và 20; 10 tiểu đoàn pháo binh; 1 tiểu đoàn cao xạ tự hành; 1 phi đoàn trực thăng; 2 phi đội trinh sát; hải đoàn duyên phòng 106. Các lực lượng này chịu trách nhiệm phòng thủ phần còn lại của tỉnh Quảng Trị và toàn bộ tỉnh Thừa Thiên, từ Nam sông Thạch Hãn đến sườn phía Bắc dãy núi Bạch Mã. Chỉ huy hướng này là trung tướng Lâm Quang Thi, Phó tư lệnh Quân đoàn I, đóng Sở chỉ huy tiền phương Quân đoàn tại Huế.
Hướng Đà Nẵng (Kế hoạch phòng thủ có mật danh Z.36): Gồm sư đoàn bộ binh 3; sư đoàn dù; các thiết đoàn số 4 và 7; các liên đoàn biệt động quân 11 và 14; liên đoàn bảo an 911; sư đoàn 1 không quân; 8 tiểu đoàn pháo binh; 1 hải đoàn duyên phòng và 2 giang đội. Các lực lượng Quân lực Việt Nam Cộng hòa trên hướng này chịu trách nhiệm phòng thủ thành phố Đà Nẵng và tỉnh Quảng Tín từ sườn phía Nam dãy Bạch Mã đến bờ Bắc sông Vu Gia; do đích thân trung tướng Ngô Quang Trưởng, tư lệnh Quân đoàn I trực tiếp chỉ huy. Bộ Tư lệnh quân đoàn I đặt tại Đà Nẵng.
Hướng Quảng Nam-Quảng Ngãi (Kế hoạch phòng thủ có mật danh X.36): Gồm sư đoàn bộ binh 2, liên đoàn 12 biệt động quân, thiết đoàn 11, 3 tiểu đoàn pháo binh, liên đoàn bảo an 912, 1 hải đoàn duyên phòng và 1 giang đội. Các lực lượng trên hướng này chịu trách nhiệm phòng thủ phần còn lại của tỉnh Quảng Nam và tỉnh Quảng Ngãi từ bờ Nam sông Vu Gia đến đèo Bình Đệ dưới quyền chỉ huy của chuẩn tướng Trần Văn Nhựt, tư lệnh sư đoàn bộ binh 2. Bộ tư lệnh sư đoàn đặt tại căn cứ Chu Lai.

## Diễn biến các chiến dịch

### Chiến dịch Trị Thiên Huế
Binh lực chủ yếu tại cánh quân phía Bắc của Quân đoàn I - Quân lực Việt Nam Cộng hoà đóng ở Trị Thiên Huế được bố trí thành 7 khu vực phòng thủ:
- Khu vực từ Thị xã Quảng Trị đến sông Mỹ Chánh có các lữ đoàn 258 và 369 thủy quân lục chiến, liên đoàn 913 bảo an, thiết đoàn 17 (thiếu) và lực lượng địa phương quân của các chi khu quân sự Hải Lăng, Triệu Phong, Mai Lĩnh.
- Khu vực từ bờ nam sông Mỹ Chánh đến cửa ngõ phía Bắc thành phố Huế có lữ đoàn 147 thủy quân lục chiến, thiết đoàn 20, các cụm pháo binh tại Đồng Lâm, An Lỗ, 2 tiểu đoàn của liên đoàn bảo an 914 và lực lượng địa phương quân của các chi khu quân sự Quảng Điền, Phong Điền.
- Khu vực Tây Bắc thành phố Huế do trung đoàn bộ binh 51 (sư đoàn 1) và địa phương quân của chi khu quân sự Hương Trà phòng thủ.
- Khu vực thành phố Huế: Tại cửa Thuận An có hải đoàn 106, các duyên đoàn 11 và 12. Tại Thành phố Huế có 3 tiểu đoàn bảo an, 5 đại đội cảnh sát dã chiến; giang đoàn 32 đóng tại bến Tòa Khâm.

- Khu vực đồng bằng sông Hương từ Tây Nam Huế đến Phú Lộc có binh lực mạnh nhất gồm các trung đoàn bộ binh 1, 3 và 54 (sư đoàn 1), 1 chi đoàn của thiết đoàn 17, liên đoàn 15 biệt động quân, 3 tiểu đoàn của liên đoàn bảo an 914 và địa phương quân của tiểu khu Thừa Thiên, các chi khu quân sự Hương Thủy, Phú Vang, Phú Thứ, Nam Hoà.
- Khu vực ven biển từ Phú Lộc đến Bắc đèo Hải Vân do lữ đoàn dù số 2, 3 tiểu đoàn của liên đoàn bảo an 914 và địa phương quân thuộc chi khu quân sự Phú Lộc phòng thủ. Ngoài ra còn có 1 hải đội và hai giang đội đóng tại cửa Tư Hiền.[21]

Để thực hiện kế hoạch tấn công, Bộ tư lệnh mặt trận Trị Thiên sử dụng 2 sư đoàn 324 và 325 (thiếu trung đoàn 95), ba trung đoàn, 2 tiểu đoàn địa phương và trung đoàn pháo cơ giới của Quân khu Trị Thiên, trung đoàn pháo binh 164, 2 trung đoàn cao xạ của sư đoàn phòng không 673 và lữ đoàn xe tăng 203 tấn công Trị Thiên Huế. Trong giai đoạn đầu của chiến dịch tạm thời chỉ sử dụng 1 đại đội xe tăng. Hướng tấn công chủ yếu từ Tây Nam Huế do Quân đoàn 2 phụ trách, các hướng khác do Quân khu Trị Thiên đảm nhận.

#### Các trận đánh chia cắt vòng ngoài
Một ngày sau khi chiến dịch Tây Nguyên mở màn; ngày 5 tháng 3 năm 1975, chiến dịch xuân hè 1975 tại Trị Thiên được phát động bằng trận phục kích chặn đánh đoàn xe tiếp vận của Quân lực Việt Nam Cộng hoà trên đèo Hải Vân và trận đánh sập cầu An Lỗ trên đường số 1 ở phía bắc Huế. Các cứ điểm của liên đoàn bảo an 913 tại Động Ông Do và điểm cao 367 bị vây ép. Căn cứ pháo binh Đồng Lâm và sân bay Phú Bài bị pháo kích. Lợi dụng Quân lực Việt Nam Cộng hòa đang bận đối phó tại các điểm bị tấn công, Quân đoàn 2 Quân Giải phóng miền Nam Việt Nam đã bí mật chuyển các sư đoàn bộ binh 324, 325 và trung đoàn 9 (sư đoàn 304) từ phía Tây và Bắc Quảng Trị vào phía Tây và Tây Nam Huế đồng thời điều các trung đoàn 46 và 271 của Quân khu đến thay thế cho hai đơn vị vừa di chuyển. Các cuộc liên lạc điện đài của trung đoàn 46 sử dụng mật danh của sư đoàn 308 và các cuộc diễn tập thực binh có xe tăng và pháo tham gia được tổ chức rầm rộ ở Cửa Việt, Thanh Hội, Ái Tử đã gây lúng túng và nhầm lẫn cho cơ quan tình báo và tham mưu Quân đoàn I Quân lực Việt Nam Cộng hòa trong việc phán đoán hướng tấn công chính của Quân Giải phóng miền Nam Việt Nam.
Từ ngày 6 đến ngày 7 tháng 3, chi khu quân sự Mai Lĩnh và 11 phân chi khu khác bị 4 tiểu đoàn địa phương Quân Giải phóng miền Nam Việt Nam tại Quảng Trị đánh chiếm. Trong khi tướng Lâm Quang Thi đang đòi tướng Ngô Quang Trưởng tăng viện cho Quảng Trị thì 5 giờ 45 phút sáng ngày 8 tháng 3, sư đoàn 324 bắt đầu tấn công căn cứ Mỏ Tàu, các điểm cao 75, 76, 224, 273 và 303 ở Tây Nam Huế. Đến ngày 10 tháng 3, hai tiểu đoàn của các trung đoàn 1 và 54 (sư đoàn 1 Quân lực Việt Nam Cộng hoà) bị loại khỏi vòng chiến đấu tại các điểm cao 224 và 273; chi đoàn thiết giáp 47 ở Núi Nghệ bị trung đoàn 1 (sư đoàn 324) tiêu diệt. Căn cứ Phổ Lại do tiểu đoàn bảo an 130 đóng giữ bị trung đoàn 4 (Quân khu Trị Thiên) tấn công tiêu diệt với sự chi viện của trung đoàn pháo binh 223 của quân khu. Ngày 13 tháng 3, tướng Lâm Quang Thi điều liên đoàn 15 biệt động quân, tiểu đoàn 2 (trung đoàn 54), các chi đoàn thiết giáp 27 và 37 mở cuộc phản kích và chia đôi điểm cao 224 với đối phương sau 7 ngày giao chiến. Trong một tuần đẫm máu tại điểm cao 224, cả hai bên đã bắn vào đây hơn 8.000 phát đại bác. Quân lực Việt Nam Cộng hoà cũng sử dụng hơn 60 phi vụ oanh tạc nhằm cản bước tiến của Quân đoàn 2 Quân Giải phóng miền Nam Việt Nam.
Trong khi chiến sự tại địa bàn Quân khu I đang diễn tiến với mức độ ác liệt gia tăng thì ngày 13 tháng 3 năm 1975, trung tướng Ngô Quang Trưởng được triệu tập về họp tại Sài Gòn. Trong cuộc họp cùng ngày, Ngô Quang Trưởng không thể tin ở tai mình khi nghe một mệnh lệnh đột ngột từ Tổng thống Nguyễn Văn Thiệu yêu cầu bỏ lại phần lớn Quân khu I, rút về phòng thủ vùng duyên hải miền Trung. Riêng sư đoàn dù phải được rút ngay về bảo vệ Biệt khu Thủ đô. Tướng Trưởng cố sức chứng minh rằng Quân đoàn I có thể giữ vững địa bàn quân khu; rằng với 2 sư đoàn dù và thủy quân lục chiến chưa sử dụng đến, quân đoàn có thể tổ chức lấy lại những địa bàn đã mất. Nhưng mọi sự thuyết phục của tướng Trưởng đều vô hiệu. Giống như trường hợp chỉ thị cho tướng Phú rút quân khỏi Tây Nguyên, tổng thống Thiệu một lần nữa coi quyết định của mình là tối hậu.
Trở lại Quân đoàn I vào chiều hôm đó, tướng Trưởng vẫn chưa dám phổ biến ngay quyết định của Thiệu. Một mặt ông muốn chứng minh cho Thiệu thấy là mình đúng do còn có thời gian và binh lực chưa bị nhiều tổn thất; mặt khác, ông cũng không muốn gây hoang mang cho cấp dưới khi chiến cuộc còn chưa ngã ngũ. Nhận thấy mặt Nam của Quân khu cũng bị đe doạ, Ngô Quang Trưởng cũng điều chỉnh lại kế hoạch phòng thủ theo mô hình một gốc hai cành; lấy Đà Nẵng làm trung tâm phòng ngự (gốc), cánh Bắc là Trị Thiên, cánh Nam là Quảng Nam, Quảng Ngãi. Do phải trả sư đoàn dù về Sài Gòn, ông ra lệnh rút lữ đoàn 369 thủy quân lục chiến vào Quảng Nam thay thế lữ dù 3, điều lữ đoàn 258 thủy quân lục chiến về đèo Phú Gia (Bắc Hải Vân) thay thế lữ dù 2. Việc này làm cho trung tá Đỗ Kỷ, tiểu khu trưởng Quảng Trị lập tức kháng nghị vì việc rút 2 lữ đoàn này cũng có nghĩa là rút kèm theo 2 tiểu đoàn pháo binh và 1 chi đoàn thiết giáp tăng phái. Tướng Trưởng chỉ còn có thể giải thích rằng đây là lệnh của tổng thống và chấp thuận tăng cường cho hướng Quảng Trị liên đoàn biệt động quân 14 lấy từ Đà Nẵng.
Từ ngày 13 đến ngày 15 tháng 3, trung đoàn 6 Quân khu Trị Thiên mở một loạt trận đánh vào các cứ điểm Chúc Mao, La Sơn, điểm cao 551 và điểm cao 300 ở phía Tây Huế, buộc trung đoàn 3, sư đoàn 1 Quân lực Việt Nam Cộng hoà phải bỏ khu vực phía Tây đường số 12, rút về phòng thủ khu vực Động Tranh, Bình Điền. Ngày 17 tháng 3, xuất phát từ phán đoán Quân lực Việt Nam Cộng hoà sẽ co cụm về phòng thủ các thành phố Huế, Đà Nẵng, Bộ Tổng tham mưu Quân Giải phóng miền Nam Việt Nam đã phát điện khẩn yêu cầu Bộ Tư lệnh mặt trận Trị Thiên nhanh chóng cắt đường số 1 ở bắc Huế, vô hiệu hóa sân bay Phú Bài, cô lập Huế với Đà Nẵng về đường không; Quân đoàn 2 phải đánh chiếm ngay quận lỵ Phú Lộc, cắt đường số 1 ở Nam Huế, cô lập Huế với Đà Nẵng trên bộ. Chấp hành lệnh này, Bộ tư lệnh mặt trận Trị Thiên vạch kế hoạch tấn công trên hướng Bắc Quảng Trị. Mũi chủ yếu từ Thanh Hội theo đường số 68 và từ Tích Tường, Như Lệ theo đường số 1 đánh vào. Mũi vu hồi từ hướng Tây đánh thẳng ra An Lỗ. Mũi vu hồi phía Nam đánh ra đường số 1 tại Lương Điền, Đá Bạc, vòng qua các điểm cao 224 và 303. Cánh bắc của Quân đoàn 2 (sư đoàn 324) hướng đòn tấn công chính vào quận lỵ Phú Lộc và đèo Phú Gia. Ngày 18 tháng 3, các đơn vị thuộc Quân khu Trị Thiên đồng loạt tấn công. Ở cánh Bắc, tỉnh Quảng Trị bị Quân Giải phóng miền Nam Việt Nam đánh chiếm toàn bộ lúc 18 giờ 30 phút ngày 19 tháng 3. Trung tá Đỗ Kỷ dẫn một bộ phận biệt động quân còn lại rút về Huế và bị truy kích dọc theo đường số 1 đến An Lỗ.
Đang ở Sài Gòn xin phê chuẩn kế hoạch phòng thủ mới, tướng Ngô Quang Trưởng vội bay ra vùng I và gấp rút tổ chức lại tuyến phòng thủ ở cánh Bắc của Quân đoàn I. Tại tuyến Mỹ Chánh - Thanh Hương - Kế Môn - Vân Trình có lữ đoàn 147 thủy quân lục chiến; các tiểu đoàn 77, 121, 126 biệt động quân; liên đoàn bảo an 913 và thiết đoàn 17. Lữ đoàn 480 thủy quân lục chiến được điều từ Đà Nẵng ra Tây Bắc Huế để triển khai từ Sịa đến Lương Điền. Sư đoàn 1 bộ binh, liên đoàn 15 biệt động quân và thiết đoàn 7 bố trí thành vòng cung từ Núi Gió, Hòn Vượn qua Bình Điền đến Mỏ Tàu ôm lấy phía Tây và Tây Nam Huế. Lữ đoàn 258 thủy quân lục chiến và liên đoàn bảo an 914 giữ đường số 1 nối Huế với Đà Nẵng ở Phú Lộc. Thiết đoàn 20 giữ sân bay Phú Bài. Tổng số binh lực có 27.500 quân chủ lực, 19.000 quân bảo an và 36.000 quân phòng vệ dân sự.

#### Tấn công thành phố Huế
Trong khi tướng Ngô Quang Trưởng đang ở Huế để thị sát và đốc thúc cấp dưới thực hiện kế hoạch phòng thủ co cụm thì ngay trong ngày 20 tháng 3, Bộ Tư lệnh mặt trận Trị Thiên đã hoàn thành bản kế hoạch tấn công thành phố Huế với phương châm không cho Quân lực Việt Nam Cộng hoà co cụm phòng ngự trong nội đô. Lúc 14 giờ 30 phút ngày 20 tháng 3, tổng thống Nguyễn Văn Thiệu điện cho Quân đoàn I: "Vì eo hẹp phương tiện và không quân, hải quân nên chỉ cho phép yểm trợ một enclave (vùng đất bị bao vây), vậy mener (dẫn dắt) tuyến trì hoãn chiến về Hải Vân nếu điều kiện cho phép". 5 giờ 40 phút sáng ngày 21 tháng 3, sư đoàn 325 (thiếu) tấn công và tràn ngập các điểm cao 310, 312, 329, 494, 520, 560, đồi Yên Ngựa và dải đồi Kim Sắc. Sư đoàn 324 đánh chiếm các điểm cao 224, 303 và Núi Bông. Tuyến phòng ngự phía Tây đường số 1 từ Lương Điền đến Phú Lộc của Quân lực Việt Nam Cộng hoà bị đánh sập.
Từ đêm 21 đến 10 giờ 30 phút ngày 22 tháng 3, trung đoàn 18 (sư đoàn 325) đã cắt đứt đường số 1 trên địa đoạn dài 4 km từ Ràng Bò đến Bạch Thạch. Cầu Thừa Lưu bị đơn vị đặc công nước K5 đánh sập. Hàng nghìn xe quân sự và dân sự các loại đang trên đường từ Huế vào Đà Nẵng phải quay lại. Ngày 21 tháng 3, căn cứ Truồi bị tấn công. Thiết đoàn 20 tiến ra giải tỏa đường số 1 bị lữ đoàn xe tăng 203 đánh vỗ mặt phải lùi lại Phú Bài. Ngày 22 tháng 3, đến lượt phòng tuyến sông Mỹ Chánh bị vỡ. Toàn bộ cánh bắc của Quân đoàn I Quân lực Việt Nam Cộng hoà bị hợp vây từ ba phía.
Nhận thấy tình hình ở Huế đã chuyển từ mức "xấu" sang mức "tồi tệ", đêm 22 tháng 3, tư lệnh Ngô Quang Trưởng chấp thuận cho chuẩn tướng Lâm Quang Thi rút quân về Đà Nẵng. Con đường rút duy nhất còn lại là ra biển qua các cửa Thuận An và Tư Hiền, từ đó lên các tàu của hải đoàn 106 hoặc men theo bờ biển qua Thừa Lưu, Lăng Cô dưới chân đèo Hải Vân để vào Đà Nẵng. Sáng ngày 23 tháng 3, sư đoàn 324 Quân Giải phóng miền Nam Việt Nam vu hồi qua điểm cao 303 và Mỏ Tàu, đánh thẳng ra ven biển Bắc Phú Lộc, sư đoàn 325, đánh chiếm Mũi Né, Phước Tượng, bịt chặt cửa Tư Hiền. Ở phía Bắc, các trung đoàn 4, 46, và 271 của Quân khu Trị Thiên bám theo sát gót cánh quân của lữ đoàn 147 thủy quân lục chiến, liên đoàn 14 biệt động quân, trung đoàn 5 (sư đoàn 1) và thiết đoàn 17 đang lao nhanh ra cửa Thuận An. Ngày 24 tháng 3, các tiểu đoàn 3 và 812 của tỉnh đội Quảng Trị được tăng cường 1 đại đội xe tăng và 1 đại đội pháo binh tấn công xuyên qua các chốt Sông Bồ, Phổ Trạch, Lương Mai, Bao Vinh, Xuân Viên, Thanh Hương do 2 tiểu đoàn bảo an Quân lực Việt Nam Cộng hoà chặn giữ, truy kích cánh quân này đến Phong Hoà, Phong Bình, Sịa và đánh chiếm quận lỵ Hương Điền và ngã ba Sình, khóa chặt cửa Thuận An. Trên hướng chính diện, lúc 16 giờ 30 ngày 23 tháng 3, trung đoàn 101 (sư đoàn 325) đánh chiếm Lương Điền, áp sát sân bay Phú Bài, mở cánh cửa vào Huế từ phía Nam. Trung đoàn 46 (Quân khu Trị Thiên) phá vỡ phòng tuyến sông Bồ, đánh chiếm quận lỵ Quảng Điền, Quảng Lợi, Hương Cần, cầu Thanh Hà, cầu An Hoà, mở cửa vào Huế từ phía Tây Bắc.
Trong các ngày 24 và 25 tháng 3, các trung đoàn 3 (sư đoàn 324) và 101 (sư đoàn 325) vượt qua Truồi, Nông đánh chiếm sân bay Phú Bài, quận lỵ Hương Thủy, theo đường số 1 tấn công vào Huế, phát triển đến An Cựu. Các trung đoàn 1 (sư đoàn 324), 4 và 271 (tỉnh đội Quảng Trị) có xe tăng và pháo binh yểm hộ đánh tan bộ phận còn lại của lữ đoàn 147 thủy quân lục chiến và liên đoàn 15 biệt động quân Quân lực Việt Nam Cộng hoà chưa kịp rút lên tàu tại Hương Thủy, Lương Thiện, Kệ Sung, Cự Lại.
Từ trưa đến chiều 25 tháng 3, hầu hết các mục tiêu quan trọng trong thành phố Huế như căn cứ Mang Cá, Sở chỉ huy tiền phương Quân đoàn I, Trại Trần Cao Vân, nhà lao Thừa Phủ, Đại Nội... bị Quân Giải phóng miền Nam Việt Nam đánh chiếm. Quân lực Việt Nam Cộng hoà tại Huế vỡ trận. Số quân nhân không kịp rút vào Đà Nẵng bị bắt và ra trình diện lên đến 58.722 người; trong đó có: một đại tá, 18 trung tá, 81 thiếu tá, 3.681 sĩ quan cấp uý. Khoảng 14.000 viên chức và nhân viên dân sự cũng đã ra trình diện. Một số lớn phương tiện chiến tranh trong đó có 140 xe tăng, xe bọc thép, hơn 800 xe quân sự khác và khoảng một vạn tấn đạn đã rơi vào tay Quân Giải phóng miền Nam Việt Nam.

### Chiến dịch Nam - Ngãi
Trong khuôn khổ các hoạt động quân sự phối hợp với mặt trận Trị Thiên Huế và mặt trận Tây Nguyên, đầu tháng 3 năm 1975, Bộ tư lệnh Quân khu 5 Quân Giải phóng miền Nam Việt Nam mở chiến dịch Nam - Ngãi với mục tiêu chia cắt Quân khu I và Quân khu II (Quân lực Việt Nam Cộng hoà) trên bộ; phối hợp với Quân đoàn 2 và Quân khu Trị Thiên hợp vây Quân đoàn I Quân lực Việt Nam Cộng hoà tại Huế và Đà Nẵng. Tham gia chiến dịch có sư đoàn 2 (chủ lực khu 5), trung đoàn 141 (sư đoàn 3 Sao Vàng), lữ đoàn bộ binh 52 độc lập, các trung đoàn pháo binh 368 và 572, các trung đoàn địa phương 94 và 96, các tiểu đoàn địa phương 70 và 72. Hướng tấn công chủ yếu là vùng Tây Nam Quảng Nam và Tây Bắc Quảng Ngãi trên tuyến Tiên Phước - Tam Kỳ - Núi Thành và Trà Bồng - Bình Sơn. Đây là tuyến phòng thủ yếu nhất của Quân lực Việt Nam Cộng hoà tại Nam Quân khu I, xa trung tâm Đà Nẵng, bị chia cắt bởi nhiều sông ngòi. Quân lực Việt Nam Cộng hoà phải rải quân ra 77 điểm chốt. Địa bàn Nam Quân khu I được giao cho tướng Trần Văn Nhựt, tư lệnh sư đoàn 2 bộ binh chỉ huy với lực lượng tương đối mỏng so với hai địa bàn còn lại của Quân khu I. Tất cả chỉ có sư đoàn 2 bộ binh, liên đoàn 12 biệt động quân, liên đoàn 916 bảo an, thiết đoàn 11, 3 tiểu đoàn pháo binh, 1 hải đội tuần duyên và 1 giang đội.
4 giờ 30 phút ngày 10 tháng 3, tiểu đoàn 5 (trung đoàn 38) tấn công đánh chiếm các chốt Núi Vú, Núi Ngọc, Dương Côn, Suối Đá, Núi Vỹ; trung đoàn 36 tiêu diệt các chốt Trung Liên, Đồi Đá, Đồi Không tên, Hố Bạch và điểm cao 215; trung đoàn Ba Gia chiếm giữ các điểm cao 269 và 310, hình thành trận địa đánh chặn phản kích từ hướng Tuần Dưỡng; Lữ đoàn 52 đánh chiếm các cứ điểm Gò Hàn, Phước Tiên, Dương Ông Lựu, Dương Huê, Núi Mỹ, Hòn Nhọn, Cửa Rừng, Đèo Liêu và đồi Đất Đỏ. 23 chốt quan trọng của biệt động quân Quân lực Việt Nam Cộng hoà bị tràn ngập sau 4 giờ giao chiến. 9 giờ sáng ngày 10 tháng 3, trung đoàn pháo binh 368 kéo 12 khẩu pháo 85mm, 105 mm và 122mm lên Núi Vú và Hàn Thôn hạ nòng bắn thẳng vào cứ điểm 211 và quận lỵ Tiên Phước, yểm hộ cho trung đoàn 31 tấn công hai vị trí này. Sau hai cuộc phản kích lấp cửa mở không thành công, lúc 13 giờ 30 phút, Quân lực Việt Nam Cộng hoà tại quận lỵ Phước Lâm tan chạy. Viên quận trưởng quận lỵ Tiên Phước điện về Chu Lai xin chi viện nhưng chỉ có hai chiếc A-37 ném bom yểm hộ, không cản được đội hình tiến quân của sư đoàn 2 chủ lực khu 5. 16 giờ cùng ngày, quận lỵ Tiên Phước bị đánh chiếm.
Mất Tiên Phước và Phước Lâm, liên đoàn bảo an 916 Quân lực Việt Nam Cộng hoà phải rút lui khỏi căn cứ 211. Tiểu khu quân sự Tam Kỳ trực tiếp bị uy hiếp. Ngày 11 tháng 3, tướng Ngô Quang Trưởng lệnh cho chuẩn tướng Trần Văn Nhựt điều động sư đoàn 2 (thiếu), liên đoàn 12 biệt động quân, 1 tiểu đoàn bảo an và chi đoàn 1 (thiết đoàn 11) phản kích từ Tuần Dưỡng ra Cẩm Khê và Dương Côn; đưa trung đoàn 5 (sư đoàn 2), 2 tiểu đoàn bảo an và chi đoàn 4 (thiết đoàn 11) đánh lên Dương Leo, Núi Thám. Trung đoàn 2 (sư đoàn 3) từ Đà Nẵng và trung đoàn 4 từ Chu Lai được tăng phái cho chuẩn tướng Nhựt để giữ Tam Kỳ. Trong các ngày 14 và 15 tháng 3, các tiểu đoàn 70 và 72 (tỉnh đội Quảng Nam) tấn công phía Tây Thăng Bình, buộc trung đoàn 2 (sư đoàn 3 Quân lực Việt Nam Cộng hoà) đang chuyển quân vào Tam Kỳ phải quay lại đối phó.
Ở hướng Nam, trung đoàn 94 (tỉnh đội Quảng Ngãi) tấn công Quận lỵ Bình Sơn, cắt đường 1 ở Châu Ổ, giam chân trung đoàn 4, sư đoàn 2 tại Châu Ổ. Lực lượng phản kích của Quân đoàn I Quân lực Việt Nam Cộng hoà trên hướng này đã bị căng mỏng. Thêm vào đó, tướng Ngô Quang Trưởng lại rút liên đoàn 14 biệt động quân ra Quảng Trị thay cho 2 lữ đoàn dù vừa bị tổng thống Thiệu điều về Sài Gòn. Nhận thấy lực lượng trong tay không đủ sức, chuẩn tướng Trần Văn Nhựt phải bỏ dở cuộc phản kích, điều quân về giữ Tam Kỳ, Chu Lai và các chốt dọc đường số 1, bỏ cả hai quận lỵ Trà Bồng và Sơn Hà.
Nhận thấy tuyến phòng thủ của sư đoàn 2 và liên đoàn 12 biệt động quân bị kéo dài từ Quảng Ngãi đến Hội An, trong đó, địa đoạn trọng yếu trước mặt Tam Kỳ chỉ có trung đoàn 5 và một tiểu đoàn của trung đoàn 4, sư đoàn 2 (Quân lực Việt Nam Cộng hoà) đóng giữ; Bộ tư lệnh Quân khu 5 quyết định tấn công vào đây. 5 giờ 30 phút sáng 21 tháng 3, sư đoàn 2 Quân khu 5 tấn công tuyến phòng thủ Suối Đá. Đến 12 giờ, tuyến phòng thủ che chở cho Tam Kỳ bị vỡ một mảng lớn, chuẩn tướng Trần Văn Nhựt vội điều trung đoàn 4 từ Quảng Ngãi ra lấp lỗ hổng, làm suy yếu cánh quân phòng thủ Quảng Ngãi. Bộ tư lệnh Quân khu 5 ngay lập tức điều lữ đoàn 52 vào phối hợp với trung đoàn 94 tấn công Quảng Ngãi. 7 giờ sáng ngày 24 tháng 3, cả Tam Kỳ và Quảng Ngãi cùng lúc bị tấn công.
Trên hướng Tam Kỳ, trung đoàn 4 và phần còn lại của trung đoàn 5 (sư đoàn 2 Quân lực Việt Nam Cộng hoà) tan vỡ sau hơn hai giờ giao chiến. Ở hướng thứ yếu tại Cẩm Khe, Khánh Thọ và Đức Tân, hai tiểu đoàn 37 và 39 của liên đoàn 12 biệt động tan chạy. 10 giờ sáng 24 tháng 3, sư đoàn 2 Quân khu 5 tung trung đoàn Ba Gia từ đội dự bị vào trận phối hợp với trung đoàn 31 đánh chiếm thị xã Tam Kỳ chỉ trong một giờ. Cũng vào 7 giờ 30 phút sáng 24 tháng 3, lữ đoàn 52 cùng 2 tiểu đoàn đặc công có xe tăng, xe bọc thép của trung đoàn 574 đi cùng nổ súng tấn công thị xã Quảng Ngãi. Đến 14 giờ chiều, số quân còn lại của trung đoàn 6 (thiếu), liên đoàn biệt động quân 12 (thiếu) và thiết đoàn 4 không chống cự nổi phải rút về Chu Lai và bị rơi vào ổ phục kích của trung đoàn 94 tại đoạn đường số 1 dài 15 km từ cầu Nước Mặn đến Dốc Trạm (Sơn Tịnh). Toàn bộ hơn 4.000 quân của trung đoàn 6 (sư đoàn 2 Quân lực Việt Nam Cộng hoà), liên đoàn biệt động quân 12 và thiết đoàn 4 hoàn toàn tan rã, số bị chết chỉ khoảng 600, số bị bắt lên đến 3.500. Một nhóm nhỏ chạy được về Chu Lai cùng với bộ tư lệnh sư đoàn 2 trốn thoát ra tàu biển. 23 giờ 30 phút cùng ngày, lữ đoàn 52 đánh chiếm thị xã Quảng Ngãi.
Chiến dịch Nam Ngãi kết thúc sau hai tuần giao chiến chóng vánh. Sự kiện Quảng Nam, Quảng Ngãi bị Quân Giải phóng miền Nam Việt Nam đánh chiếm đã bổ đôi toàn bộ chiến trường miền Nam Việt Nam. Chỉ trong hai ngày 24 và 25 tháng 3, hai hướng phòng thủ chiến lược của Quân lực Việt Nam Cộng hoà tại Trị Thiên Huế (phía Bắc) và Quảng Nam, Quảng Ngãi (Phía Nam) bị tan vỡ. Đà Nẵng giờ đây trơ trọi như một ốc đảo và chỉ còn liên lạc được với các vùng còn lại bằng đường biển và đường không. Quân Giải phóng miền Nam Việt Nam đã kiểm soát 10 trong số 44 tỉnh của Việt Nam Cộng hoà, 3 trong số 11 sư đoàn bộ binh của Quân lực Việt Nam Cộng hoà đã không còn là những lực lượng chiến đấu nữa. Lữ đoàn 147 cũng không còn hiện diện như là một đơn vị trong đội hình sư đoàn thủy quân lục chiến.

### Chiến dịch Đà Nẵng

#### Các kế hoạch phòng thủ và tấn công
Vào thời điểm đầu năm 1975, Đà Nẵng là thành phố lớn thứ hai của miền Nam Việt Nam với dân số gần một triệu người. Đây không chỉ là trung tâm kinh tế - chính trị của vùng I (Quân khu I Quân lực Việt Nam Cộng hoà) mà còn là căn cứ quân sự liên hợp hải - lục - không quân lớn nhất miền Nam với 4 cảng lớn trong đó có cảng Sơn Trà là cảng nước sâu hiện đại; các sân bay Đà Nẵng và Nước Mặn, trong đó, Đà Nẵng là sân bay cấp quốc tế; hệ thống kho tàng có sức chứa hàng chục vạn tấn bom đạn, vũ khí, phương tiện chiến tranh, quân trang quân dụng, xăng dầu, lương thực, thực phẩm. Ngoài ra, còn có căn cứ rada đa chức năng đặt tại Sơn Trà do quân đoàn 3 dã chiến (3rdMAF) của Hoa Kỳ quản lý trước đây và bàn giao lại cho Quân lực Việt Nam Cộng hoà sau Hiệp định Paris.
Sau khi mất Quảng Trị, Thừa Thiên, Quảng Nam và Quảng Ngãi, tổng thống Nguyễn Văn Thiệu gửi cho các tư lệnh quân khu bức công điện số 015/TT/CĐ ngày 25 tháng 3 năm 1975, trong đó yêu cầu: "Tất cả những tỉnh, những phần đất còn lại của Việt Nam Cộng hoà hiện còn đến ngày 25-3-1975 phải được tử thủ và bảo vệ đến cùng... chỉ huy các cấp phải vận dụng mọi sáng kiến và phương tiện để phản công". Thực hiện lệnh này, ngày 26 tháng 3, trung tướng Ngô Quang Trưởng cố gắng thu gom các đơn vị còn lại với tổng số quân trên dưới 75.000 người về phòng thủ thành hai tuyến quanh Đà Nẵng.
- Tuyến ngoại vi: Lữ đoàn 258 thủy quân lục chiến (thiếu) và Liên đoàn bảo an 914 giữ Hải Vân từ Phước Tường đến Liên Chiểu. Lữ đoàn 369 thủy quân lục chiến và trung đoàn 57 (sư đoàn 3) giữ Đại Lộc và Đồng Lâm. Lực lượng còn lại của lữ đoàn 147 thủy quân lục chiến (khoảng 1 tiểu đoàn) và Bộ tư lệnh sư đoàn thủy quân lục chiến giữ sân bay Nước Mặn. Trung đoàn 56 (sư đoàn bộ binh 3) giữ Vĩnh Điện. Trung đoàn 2 (sư đoàn 3) ở Ninh Quế. Liên đoàn 15 biệt động quân giữ Bà Rén.
- Tuyến tử thủ: Liên đoàn 912 bảo an, các đơn vị còn lại của các thiết đoàn 11 và 20 phòng thủ địa đoạn Phước Tường - Hòa Mỹ. Ba tiểu đoàn còn lại của sư đoàn 1, sư đoàn 2 bộ binh và liên đoàn 12 biệt động quân và 3.000 tân binh của trại huấn luyện Hòa Cầm phòng thủ khu vực từ căn cứ Hòa Cầm đến căn cứ Nước Mặn. Các tiểu đoàn bảo an độc lập làm dự bị cơ động trong nội đô.

Tướng Trưởng vẫn còn trong tay 12 tiểu đoàn pháo binh các loại (trong đó có 4 tiểu đoàn được tái trang bị) và sư đoàn 1 không quân bố trí tại các sân bay Đà Nẵng và Nước Mặn là những đơn vị hầu như chưa bị tổn thất để yểm hộ cho các tuyến phòng thủ.
Ngay từ khi các chiến dịch Trị Thiên 1975 và Nam-Ngãi chưa kết thúc, Tổng Quân ủy đã thành lập Bộ Tư lệnh chiến dịch Đà Nẵng và cử trung tướng Lê Trọng Tấn, Phó tổng tham mưu trưởng Quân Giải phóng miền Nam Việt Nam từ Hà Nội vào để chỉ huy chiến dịch này. Ngày 25 tháng 3, Bộ tư lệnh chiến dịch Đà Nãng đã có ngay kế hoạch tác chiến tấn công thành phố từ bốn hướng:
- Hướng Bắc: sử dụng sư đoàn 325 (thiếu trung đoàn 95), 1 tiểu đoàn xe tăng, 1 tiểu đoàn pháo binh đánh dọc theo đường số 1, chiếm sở chỉ huy quân đoàn I, sư đoàn 1 không quân Quân lực Việt Nam Cộng hoà tại sân bay Đà Nẵng và phát triển đến bán đảo Sơn Trà.
- Hướng Tây Bắc: sử dụng trung đoàn 9 bộ binh (sư đoàn 304), 1 tiểu đoàn xe tăng, 1 tiểu đoàn pháo binh, 1 tiểu đoàn cao xạ theo trục đường 14B đánh chiếm Sở chỉ huy sư đoàn 3 Quân lực Việt Nam Cộng hoà ở Phước Tường, phát triển đến sân bay Đà Nẵng.
- Hướng Nam và Đông Nam: dùng sư đoàn 2 (Quân khu 5), trung đoàn bộ binh 36, 1 tiểu đoàn xe tăng - thiết giáp, 1 tiểu đoàn pháo binh, 1 tiểu đoàn cao xạ, 1 đại đội tên lửa chống tăng B-72 theo trục quốc lộ 1 đánh sân bay Đà Nẵng và Bộ tư lệnh Quân đoàn I, phát triển vào nội đô thành phố. Các trung đoàn bộ binh 3 và 68 làm lực lượng dự bị.
- Hướng Tây Nam: Quân đoàn 2 điều động sư đoàn 304 (thiếu trung đoàn 9) tấn công các vị trí của lữ đoàn 369 thủy quân lục chiến trên tuyến Thựợng Đức - Ái Nghĩa - Hiếu Đức, phát triển đến sân bay nước mặn; chia một cánh quân (trung đoàn 24) đánh vào căn cứ Hòa Cầm, phát triển đến Tòa thị chính Đà Nẵng.[45]

Kế hoạch cũng dự kiến ba phương án tác chiến tùy theo mức độ đối phó của Quân lực Việt Nam Cộng hoà và tốc độ tiếp cận chiến trường của các đơn vị Quân Giải phóng miền Nam Việt Nam:
- Nếu Quân lực Việt Nam Cộng hoà tan rã và rút chạy trước khi chủ lực Quân Giải phóng miền Nam Việt Nam tiếp cận chiến trường thì dùng lực lượng vũ trang địa phương kết hợp với dân chúng nổi dậy đánh chiếm thành phố.
- Nếu chủ lực Quân Giải phóng miền Nam Việt Nam đến kịp thì lực lượng vũ trang địa phương có nhiệm vụ bóc vỏ vòng ngoài, tạo cửa mở cho chủ lực tấn công.
- Nếu Quân lực Việt Nam Cộng hoà co cụm tử thủ thì thực hiện chiến thuật trong đánh ra, ngoài đánh vào.[46]

#### Tấn công và tan chạy
Trước khi kế hoạch tấn công Đà Nẵng của Bộ tư lệnh chiến dịch ra đời, ngày 24 tháng 3, sư đoàn 325 (Quân đoàn 2 Quân Giải phóng miền Nam Việt Nam) đã tấn công lữ đoàn 258 thủy quân lục chiến và liên đoàn bảo an 914 Quân lực Việt Nam Cộng hoà tại Bắc Hải Vân, đánh chiếm đèo Phước Tượng, các cứ điểm Nước Ngọt, Thổ Sơn và ga Thừa Lưu. Trận địa pháo binh của Quân lực Việt Nam Cộng hoà tại Phước Tượng rơi vào tay Quân Giải phóng miền Nam Việt Nam và được sử dụng ngay cho trận đánh tiếp theo. Ngày 27 tháng 3, đến lượt các cứ điểm Phú Gia, Hải Vân bị tấn công. Sau 5 giờ chống cự với sự yểm hộ của các máy bay A-37 từ sân bay Đà Nẵng và pháo binh từ trận địa Lăng Cô, liên đoàn 258 thủy quân lục chiến và liên đoàn bảo an 914 tan vỡ phần lớn quân số. Sư đoàn 325 thừa thắng đánh thốc qua các Sơ Hải, Loan Lý, An Bảo và Lăng Cô. Hơn 30 khẩu pháo các cỡ của các trung đoàn pháo binh 84 và 164 Quân Giải phóng miền Nam Việt Nam được triển khai cấp tốc tại các trận địa Sơn Thạch, Sơn Khánh, đèo Mũi Trâu đã bắn trực chỉ vào các căn cứ của Quân lực Việt Nam Cộng hoà tại thành phố Đà Nẵng từ 5 giờ 30 phút sáng ngày 28 tháng 3.
Trên hướng Tây Nam, khi phát hiện sư đoàn 304 Quân Giải phóng miền Nam Việt Nam tiến hành trinh sát chiến đấu, lữ đoàn 369 thủy quân lục chiến bỏ núi Sơn Gà về giữ tuyến trong. Ngày 28 tháng 3, trung đoàn 66 (sư đoàn 304) đánh chiếm quận lỵ Ái Nghĩa và sân bay Nước Mặn, trung đoàn 24 cũng của sư đoàn này tấn công căn cứ Hòa Cầm và Tòa thị chính thành phố. Lữ đoàn 369 thủy quân lục chiến phải lùi về An Đông, Mỹ Khê và bị sư đoàn 2 (Quân khu 5) hợp vây. Hơn 3.000 tân binh Quân lực Việt Nam Cộng hoà tại trại Hòa Cầm nổi loạn, bắn giết các sĩ quan chỉ huy, phá doanh trại, ra hàng Quân Giải phóng miền Nam Việt Nam hoặc bỏ chạy về quê quán. 6 giờ 30 phút sáng ngày 29 tháng 3, các cụm chốt trên đỉnh đèo Hải Vân của Quân lực Việt Nam Cộng hoà bị tràn ngập. Các đơn vị thuộc sư đoàn 325 Quân Giải phóng miền Nam Việt Nam tràn xuống đánh chiếm kho xăng Liên Chiểu, cầu Nam Ô, cầu Trịnh Minh Thế, mở đường cho xe tăng tiến ra bán đảo Sơn Trà và quân cảng.
Trên hướng Tây Bắc, lúc 12 giờ 30 phút ngày 29 tháng 3, trung đoàn 9, sư đoàn 304 Quân Giải phóng miền Nam Việt Nam có 1 tiểu đoàn xe tăng đi cùng đánh chiếm sở chỉ huy sư đoàn 3 Quân lực Việt Nam Cộng hoà và toàn bộ khu vực Phước Tường, Hòa Khánh. Ở hướng Nam, sư đoàn 2 (Quân khu 5) được tăng cường 1 tiểu đoàn xe tăng và 1 tiểu đoàn pháo binh đã đánh chiếm khu vực Bà Rén lúc 9 giờ sáng ngày 28 tháng 3. Tướng Ngô Quang Trưởng lệnh cho tướng Khánh (tư lệnh sư đoàn 1 không quân) dùng 4 phi đội A-37 đánh sập cầu Bà Rén và cầu Câu Lâu nhưng không cản được sư đoàn 2 Quân Giải phóng miền Nam Việt Nam vượt sông bằng xuồng, ghe, bè, mảng. Hồi 5 giờ 55 phút sáng 29 tháng 3, Vĩnh Điện, cứ điểm phòng thủ vòng ngoài cuối cùng của Quân lực Việt Nam Cộng hoà tại phía Nam Đà Nẵng bị Quân Giải phóng miền Nam Việt Nam đánh chiếm. 12 giờ sáng ngày 29 tháng 3, Sở chỉ huy Quân đoàn I Quân lực Việt Nam Cộng hoà bị đánh chiếm. Tướng Ngô Quang Trưởng và các chỉ huy cao cấp của Quân lực Việt Nam Cộng hoà tại Quân khu I đã được trực thăng bốc ra tàu HQ-404 từ 9 giờ 30 sáng. 12 giờ 30 phút trưa ngày 29 tháng 3, tất cả các mục tiêu quan trọng như Tòa thị chính, sân bay Đà Nẵng, sân bay Nước Mặn, Đài phát thanh, Ty Cảnh sát, Ngân hàng quốc gia, Trụ sở quân tiếp vụ... đều đã bị Quân Giải phóng miền Nam Việt Nam đánh chiếm
Bên phía Quân lực Việt Nam Cộng hoà, việc chỉ huy các đơn vị dưới quyền của tướng Ngô Quang Trưởng đã hoàn toàn không thể thực hiện được từ chiều 28 tháng 3. Việc sư đoàn 3 tan chạy lúc 5 giờ chiều ngày 28 tháng 3 đã làm cho sư đoàn TQLC (thiếu) bị hở sườn và bị đánh vu hồi từ phía sau. Trước đó, 6.000 quân của sư đoàn 2 đã đào ngũ, rã ngũ, không còn kỷ luật và tinh thần chiến đấu nữa. Ngay từ ngày 25 tháng 3, cụm trưởng CIA tại Đà Nẵng, ông Francis đã điện cho cấp trên là ông Polga ở Sài Gòn đề nghị lập cầu hàng không Đà Nẵng - Sài Gòn để di tản người Mỹ, nhân viên người Việt và được chấp thuận với điều kiện chỉ sử dụng máy bay dân sự. Cùng với việc điều động các tàu của vùng I và vùng II hải quân Quân lực Việt Nam Cộng hoà, tướng Smith cũng cho 5 tàu kéo xà lan, 6 tàu khách và 3 tàu hàng ra Đà Nẵng giúp vào việc di tản.
Nếu việc di tản của người Mỹ và nhân viên người Việt của họ diễn ra tương đối trật tự thì việc rút quân của các đơn vị Quân lực Việt Nam Cộng hoà còn sống sót ra các tàu của hải quân Quân lực Việt Nam Cộng hoà lại xảy ra trong hỗn loạn. Nhà báo Alan Dawson mô tả Đà Nẵng trong ngày 28 tháng 3: "Binh lính rã ngũ nổi loạn, cố sức thoát ra hoặc vơ vét cái gì có thể kiếm được trong khoái lạc bắn giết và cướp bóc. Các tướng tá thì đang hoạch định các chuyến bay để bí mật trốn thoát... Suốt đêm, sự huỷ hoại, vơ vét, trộm cướp và hãm hiếp tiếp diễn. Toà nhà lãnh sự Mỹ, con voi trắng bị lột chỉ còn trơ cái vỏ". Chiều 29 tháng 3, các đơn vị thuộc các sư đoàn 2, 304, 324, 325, lữ đoàn thiết giáp 203 lần lượt tiến vào Đà Nẵng và trận tự được lập lại. Gần 9 vạn sĩ quan, binh lính Quân lực Việt Nam Cộng hoà và nhân viên dân sự của Quân lực Việt Nam Cộng hoà không kịp lên tàu biển và máy bay để di tản đã ra trình diện. Chiến dịch Huế-Đà Nẵng kết thúc.

## Kết quả chiến dịch

### Ý nghĩa
Chiến thắng tại Huế, Đà Nẵng và các tỉnh Nam Trung Bộ đã giúp Quân Giải phóng mở ra thời cơ mới, thế và lực của Quân Giải phóng vững chắc hơn, mạnh hơn để lực lượng vũ trang Quân khu 5 hoàn thành Tổng tấn công và nổi dậy mùa xuân năm 1975. Thắng lợi này đã giúp QGP phá được vòng bảo vệ đầu tiên của VNCH. Đồng thời, với thất bại ở Huế, đặc biệt là tại Đà Nẵng, tinh thần của binh lính QLVNCH trở nên hoang mang, không còn tin vào khả năng có thể trụ vững. Với khối lượng vũ khí của VNCH trở thành chiến lợi phẩm, lực lượng QGP đã được tiếp thêm sức mạnh trong khi sức mạnh của QLVNCH suy giảm trông thấy. Chiến dịch Huế-Đà Nẵng đã trực tiếp đập tan kế hoạch co cụm chiến lược của Mỹ - Việt Nam Cộng hòa, cùng với chiến dịch Tây Nguyên góp phần quyết định làm thay đổi hẳn so sánh lực lượng về mặt chiến lược, tạo ra sự nhảy vọt về cục diện chiến tranh hoàn toàn có lợi cho Chính phủ Cách mạng lâm thời Cộng hòa miền Nam Việt Nam, đẩy nhanh tới chiến dịch Hồ Chí Minh. Các tỉnh mới được giải phóng trong chiến dịch Huế - Đà Nẵng, cùng một vùng mới giải phóng ở các tỉnh Tây Nguyên đã tạo nên vùng hậu phương chiến lược hoàn chỉnh của QGP, có lợi cho việc bảo đảm hậu cần, kỹ thuật, thuận tiện cho việc cơ động bằng đường bộ, đường biển, đường không nối liền với miền Bắc với miền Nam, đáp ứng kịp thời việc tăng cường lực lượng, bổ sung vật chất cho cuộc tiến công quy mô lớn vào Sài Gòn của Quân Giải phóng trong một thời gian ngắn nhất.

### Hình thái đột biến tại chiến trường miền Nam Việt Nam
Ngoài số quân hơn 14 vạn người và hàng vạn đơn vị vũ khí, trang bị tổn thất chỉ sau gần một tháng chiến đấu; tại Quân khu I, Quân lực Việt Nam Cộng hoà đã bỏ lại một khối lượng vũ khí, trang bị, phương tiện chiến tranh và hàng hóa quân sự rất lớn gồm có: 129 máy bay các loại, 179 xe tăng - thiết giáp (trong đó có cả loại M48 Patton hiện đại lúc bấy giờ), 47 tàu xuồng chiến đấu, 327 khẩu pháo các loại, hơn 1.100 xe quân sự, hơn 10 vạn tấn bom, đạn, mìn, lựu đạn, thuốc nổ, hơn ba chục vạn tấn nhiên liệu, lương thực, thực phẩm, quân nhu các loại. Riêng ở khu vực cửa Thuận An (nơi có bến tàu chở quân chạy ra biển), Quân lực Việt Nam Cộng hoà đã vứt lại 54 chiếc xe tăng, trong đó chủ yếu là xe tăng M48 còn khá mới, đạn vẫn đầy ắp trong buồng chiến đấu cùng hàng chục xe thiết giáp M113, xe cao xạ tự hành M42, xe công trình M88, hàng chục chiếc xe xích, xe tải kéo theo những cỗ đại bác 105, 155mm. Còn xe GMC, xe Jeep thì lên tới hàng trăm.
Sau hơn 01 tháng liên tục tổng tiến công và nổi dậy, với 02 đòn tiến công chiến lược ở chiến trường Tây Nguyên và Huế - Đà Nẵng, quân Giải phóng đã kiểm soát được 16 tỉnh, 05 thành phố cùng nhiều quận lỵ, chi khu, yếu khu quân sự. Vùng giải phóng được mở rộng, chiếm 3/4 đất đai và gần 1/2 dân số miền Nam. Sau thắng lợi của chiến dịch Huế-Đà Nẵng, so sánh tương quan lực lượng 2 bên đã thay đổi nhanh chóng theo hướng có lợi cho quân Giải phóng. Trong khi lực lượng của QLVNCH giảm mạnh, thì lực lượng của quân Giải phóng lại tăng với tốc độ rất nhanh (QLVNCH chỉ còn 464.000, quân Giải phóng tăng lên 530.000); trong đó, quân chủ lực là 1/1,95 (QLVNCH: 235.000, quân Giải phóng: 457.873); quân địa phương là 3,2/1 (QLVNCH: 229.800, quân Giải phóng: 71.727)

#### Những nhận định trái chiều và phản ứng của Hoa Kỳ
Việc Quân lực Việt Nam Cộng hoà để mất toàn bộ Quân khu I chỉ trong vòng 25 ngày đã làm cho Việt Nam Cộng hoà mất đứt 50% lãnh thổ, làm rung động cả Washington và Sài Gòn và là màn mở đầu cho giai đoạn cuối cùng của Việt Nam Cộng hoà Chi nhánh CIA tại Sài Gòn nhận định trong báo cáo gửi về Washington ngày 31 tháng 3: "Căn cứ vào sự thiệt hại mới đây về thiết bị và sự uy hiếp thường xuyên của quân Bắc Việt Nam trên khắp các mặt trận thì quân chính phủ trong thời gian trước mắt, không thể nào phục hồi lại được. Thật vậy, những gì gây ra cuộc khủng hoảng này không hề thay đổi dù ở Sài Gòn, Hà Nội hay Washington. Chiến tranh Việt Nam đã hoàn toàn đảo ngược trong mấy tuần lễ. Một thảm họa quân sự là chắc chắn".
Tuy nhiên, tướng Freidric Weyand, tham mưu trưởng lục quân Mỹ sang Sài Gòn để thị sát và tìm hiểu sự thật tình hình Việt Nam Cộng hòa từ ngày 30 tháng 3 đến ngày 3 tháng 4 lại có sự đánh giá khác hẳn: "Lực lượng Nam Việt Nam không mất tinh thần, xét theo bất cứ khía cạnh nào. Quân đội Việt Nam Cộng hòa sẽ đứng lên chiến đấu ở Bắc Nha Trang và họ quyết tâm làm chậm bước tiến của cộng sản. Họ đang cho thấy mọi việc được thực hiện rất tốt". Ông ta còn cho rằng: "Những người cộng sản, sau khi chiếm được những vùng lãnh thổ rộng lớn và những trung tâm dân cư, sẽ phải ngừng bước tiến để củng cố thành quả và bổ sung lực lượng". Trong khi đó thì đại sứ Hoa Kỳ Graham Martin lại không có mặt ở Sài Gòn để nắm tình hình vì phải về Hoa Kỳ chữa răng. Mọi việc được giao cho phó đại sứ Lehman nhưng ông này lại không có đủ thẩm quyền giải quyết.
Những nhận định trái chiều nhau trên đây của hai giới tình báo và quân sự đã gây ra trong chính giới Hoa Kỳ những ý kiến trái ngược nhau về giải pháp cho tình hình: Trong khi Ngoại trưởng Henry Kissinger tuyên bố: "Hoa Kỳ không thể có một chính sách không nhất quán. Chúng ta không thể bỏ những người bạn của chúng ta ở vùng này của thế giới mà không làm cho nền an ninh của những người bạn khác bị uy hiếp" và đòi bằng được việc bổ sung thêm 300 triệu USD quân viện cho Quân lực Việt Nam Cộng hoà thì Bộ trưởng quốc phòng Schlesinger lại bí mật cho giới báo chí biết rằng số quân viện 700 triệu USD cho Sài Gòn hoặc chưa dùng đến, hoặc đã tiêu phí hết rồi. Rốt cuộc, đã không có một sự can thiệp nào đáng kể ngoài việc Bộ chỉ huy Hoa Kỳ ở Tây Thái Bình Dương được lệnh đưa hạm đội tàu sân bay Oriskani đến vùng biển Nam Việt Nam để chuẩn bị di tản người Mỹ khỏi Việt Nam.

#### Quân lực Việt Nam Cộng hoà mất cả miền Trung
Việc Quân lực Việt Nam Cộng hoà rút bỏ quá nhanh khỏi những vùng chiến lược quan trọng như Tây Nguyên và toàn bộ Quân khu I đã làm cho tình hình các tỉnh còn lại ở ven biển miền Trung thuộc Quân khu II nhanh chóng trở nên rối loạn. Mặc dù ngày 31 tháng 3, tướng Phạm Văn Phú đã triệu tập tất cả các sĩ quan cấp tướng, cấp tá của Bộ tư lệnh Quân đoàn II và các tỉnh trưởng Bình Định (đại tá Trần Đình Vy), Khánh Hòa (đại tá Lý Bá Phẩm), Phú Yên (đại tá Vũ Quốc gia), Ninh Thuận (đại tá Trần Văn Tư) và Bình Thuận (đại tá Ngô Tấn Nghĩa), yêu cầu họ thực hiện lệnh tử thủ từ Quy Nhơn trở vào. Tại cuộc họp này, Phó đề đốc Hoàng Cơ Minh được cử làm tư lệnh chiến trường Quy Nhơn; chuẩn tướng Trần Văn Cẩm chỉ huy trận địa phòng ngự tại Đèo Cả (Phú Yên); chuẩn tướng Nguyễn Ngọc Oánh và chuẩn tướng Nguyễn Văn Lượng phụ trách mặt trận Nha Trang; chuẩn tướng Phan Đình Niệm, tư lệnh sư đoàn 22 được lệnh thiết lập các tuyến trì hoãn chiến Quy Nhơn - Diêu Trì - Đèo Cả, lần lượt do các trung đoàn 47, 42 và 41 triển khai.
Tuy nhiên, tướng Phạm Văn Phú và bộ tham mưu của ông ta vẫn không tránh khỏi lối tư duy cũ mà họ vẫn tuân theo lâu nay, đó là cho rằng đối phương phải dừng lại để củng cố đã rồi mới có thể tiếp tục tấn công. Không ai nghĩ đến việc Quân Giải phóng miền Nam Việt Nam đã nhanh chóng để lại phần đất đã chiếm được cho các lực lượng địa phương quản lý và tung lực lượng chủ lực hầu như chưa sứt mẻ đáng kể truy đuổi Quân lực Việt Nam Cộng hoà dọc theo bờ biển miền Trung. Cũng không ai nghĩ đến việc Tổng quân ủy của quân Giải phóng đã trao thêm quyền quyết định cho các tư lệnh chiến trường để các quyết định quân sự không bị lạc hậu với diễn biến tình hình, đồng thời buộc các đơn vị tiếp liệu, hậu cần của họ phải bằng mọi cách cơ động, đuổi kịp, cung cấp đầy đủ cho xe tăng, bộ binh trong hành tiến.
Những sai lầm đó đã buộc các đơn vị Quân lực Việt Nam Cộng hoà trên chiến trường phải trả giá. Lúc 5 giờ 15 phút ngày 31 tháng 3, trên đường rút về Phú An - Lai Nghi, trung đoàn 47 (sư đoàn 22-QLVNCH) bị trung đoàn 2, sư đoàn 3 Sao Vàng của Quân Giải phóng phục kích và truy đuổi. Đến sân bay Phù Cát, đơn vị này tiếp tục bị trung đoàn 12 (sư đoàn 3 Sao Vàng) cùng với trung đoàn 2 hợp vây và bị tan rã lúc 12 giờ 30 phút cùng ngày. Trung đoàn 41 (sư đoàn 22-QLVNCH) đang đóng từ Núi Một đến Phú Phong bị trung đoàn 95 Quân Giải phóng miền Nam Việt Nam từ Tây Nguyên tập kích xuống. Trên đường rút quân về Phú Xuân, Phú An, trung đoàn này đã bị trung đoàn 141 (sư đoàn Sao Vàng) phục kích tại nghĩa địa Phật giáo, bị truy kích suốt đêm 31 tháng 3 và hầu như tan rã hoàn toàn. Trung đoàn 42-QLVNCH tuy không bị công kích mạnh nhưng khi về đến ga Diêu Trì chỉ còn một nửa quân số. Quân Giải phóng miền Nam Việt Nam đã đánh chiếm thị xã Quy Nhơn ngay vào sáng ngày 1 tháng 4. Ngày 2 tháng 4, Quân Giải phóng miền Nam Việt Nam giành được Tuy Hoà. Do không nắm được tình hình, chuẩn tướng Trần Văn Cẩm, phó tư lệnh Quân đoàn II-QLVNCH đã bị bắt làm tù binh khi vừa dùng trực thăng hạ cánh xuống dinh tỉnh trưởng Tuy Hòa trong một chuyến thị sát chiến trường.
Sự kiện sư đoàn 22 với hơn 10.000 quân được trang bị tương đối đầy đủ bị tan rã gần hết trong vòng một ngày khiến tình hình tại Nha Trang cũng hỗn loạn không kém ở Quy Nhơn và Tuy Hoà. Sáng ngày 1 tháng 4, hơn 3.000 quân của Trung tâm huấn luyện Lam Sơn bỏ chạy vào thị xã. Thêm vào đó là gần 1.000 quân phạm của QLVNCH đã phá trại, kéo nhau đi lang thang và cướp bóc trên đường phố. Đại tá Thưởng, tư lệnh bộ chỉ huy quân tiếp vụ 5 dẫn một số quân cảnh ra vãn hồi trật tự nhưng cũng bị đám loạn quân bắn chết tại chỗ. Sau sự kiện này, không một viên chỉ huy nào dám đứng ra vãn hồi trật tự tại Nha Trang nữa. Tỉnh trưởng Khánh Hòa, đại tá Lý Bá Phẩm của QLVNCH đã bỏ nhiệm sở lên máy bay vào Phan Rang sau một cú điện thoại cụt lủn gọi về Sài Gòn: "Tôi đi đây. Tình hình tuyệt vọng rồi". Chỉ trong một buổi chiều ngày 2 tháng 4, Nha Trang đã rơi vào tay Quân Giải phóng miền Nam Việt Nam mà không có một trận đánh xảy ra.
Sau sự kiện Đà Nẵng sụp đổ mà tổng thống Hoa Kỳ Gerald Ford gọi đó "là một tấn thảm kịch lớn"; Quân lực Việt Nam Cộng hoà đã mất hầu hết miền Trung. Ngày 2 tháng 4, tỉnh cuối cùng trên địa bàn Tây Nguyên (Lâm Đồng) cũng bị bỏ ngỏ. Việc bố trí các đơn vị còn lại trên hai chốt chặn lớn tại Đèo Phượng Hoàng (trên đường 21) và Đèo Cả (tại Phú Yên) cũng thất bại. Lữ đoàn dù số 3-QLVNCH đã bỏ chạy một mạch từ đèo Phượng Hoàng về cảng Cam Ranh. 14 giờ chiều ngày 2 tháng 4, thiếu tướng Lê Văn Hiếu, phó tư lệnh Quân đoàn III-QLVNCH bay ra Phan Thiết thông báo cho tướng Phạm Văn Phú biết quyết định của Tổng thống Nguyễn Văn Thiệu sáp nhập các đơn vị và phần đất còn lại của Quân đoàn II - Quân khu II (Ninh Thuận, Bình Thuận) vào Quân khu III. Vậy là tướng Phú hết quân hết đất, không còn đơn vị nào để chỉ huy, phải lặng lẽ bay vào Sài Gòn để trình diện Bộ tổng tham mưu và sau đó bị quản thúc vì tội đã để mất cả một quân khu quan trọng vào tay đối phương.

### Thái độ tiền hậu bất nhất của Nguyễn Văn Thiệu
Ngay cả lúc bấy giờ và cho đến hiện nay, giới nghiên cứu chính trị và quân sự Việt Nam cũng như quốc tế đều đi đến kết luận rằng các thảm họa quân sự của Việt Nam Cộng hòa tại miền Trung và Tây Nguyên trong tháng 3 năm 1975 đều có chung một thủ phạm, đó là Nguyễn Văn Thiệu với những quyết định tồi tệ đến mức nhà báo phái hữu Paul Dreyfrus đã phải đánh giá: "Thiệu đã tỏ rõ những hạn chế về tầm chiến lược; ngồi ở vị trí cao nhất: tướng - tổng thống, tư lệnh tối cao các lực lượng vũ trang nhưng ông ta đã hành động như một viên hạ sĩ quan thiển cận".
Trong thời gian xảy ra những biến cố quân sự quan trọng tại Quân khu I và Quân khu II, Nguyễn Văn Thiệu đã có đến ba bốn quyết định trái ngược nhau, tiền hậu bất nhất, thay đổi nhanh như chong chóng trong vòng vài ngày, không để cho các tướng dưới quyền có thì giờ tổ chúc lại việc phòng thủ. Ngày 14 tháng 3, chính Nguyễn Văn Thiệu đã ra lệnh cho Phạm Văn Phú bỏ Tây Nguyên rút về đồng bằng ven biển. Trước đó, ngày 13 tháng 3, cũng đích thân ông ta đã ra lệnh cho Ngô Quang Trưởng phải bỏ Quân khu I và trả sư đoàn dù về Sài Gòn khiến Ngô Quang Trưởng uất ức, cay đắng và kinh tởm. Đến ngày 17 tháng 3, sau khi có sự can thiệp của đại tướng Cao Văn Viên, ông ta lại chấp nhận kế hoạch tử thủ một gốc hai cành của tướng Trưởng. Nhưng ngay ngày hôm sau, 18 tháng 3, ông ta lại lệnh cho các tướng Ngô Quang Trưởng và Lâm Quang Thi phải bỏ Huế, chỉ phòng thủ một khu vực (Đà Nẵng).
Ngày 29 tháng 3, khi tướng Trưởng là một trong những sĩ quan cao cấp cuối cùng của Quân lực Việt Nam Cộng hoà rút khỏi Đà Nẵng trên tàu HQ-404 thì Nguyễn Văn Thiệu lại ra một mệnh lệnh qua điện thoại yêu cầu tướng Trưởng quay lại tái chiếm Đà Nẵng khiến ông này phải trả lời ông Thiệu ngay rằng "bây giờ tôi lấy ai theo chân tôi để tái chiếm Đà Nẵng? Lính tráng đã phân tán mỗi người một nơi. Cấp chỉ huy thì mạnh ai nấy thoát. Làm sao tôi có thể làm chuyện đó được?" Những quyết định đó sau này đã làm cho tướng Ngô Quang Trưởng phải đi đến kết luận rằng: "Cái lẩm cẩm của trung ương là không cho các thuộc cấp biết ý định của mình. Nghĩa là tư lệnh các quân, binh chủng, tổng bộ trưởng, tư lệnh sư đoàn. v.v... đều không biết gì về lệnh rút quân của Quân đoàn I và Quân đoàn II cả... Do đó, thiếu sự phối hợp chặt chẽ giữa tham mưu và các cấp, không có kế hoạch rút quân đàng hoàng, lệnh đột ngột không đủ thời gian để xếp đặt".
Chưa hết, sau khi để mất hai quân khu quan trọng, ngày 3 tháng 4, Nguyễn Văn Thiệu còn lệnh cho trung tướng Trần Văn Đôn (mới ở Pháp về và mới nhậm chức Tổng trưởng quốc phòng) bắt tướng Nguyễn Văn Khánh và phó đề đốc Hồ Văn Kỳ Thoại phải làm bản tự khai. Còn các tướng Phạm Văn Phú, Lâm Quang Thi, Phạm Quốc Thuần, Dư Quốc Đống thì bị quản thúc. Vụ trừng phạt vô lối này đã bị các tướng Ngô Quang Trưởng và Lê Nguyên Khang phản ứng. Theo Ngô Quang Trưởng: "Những vị tướng này bị phạt quá oan uổng vì họ xứng đáng gấp mấy trăm lần những ông tướng phè phỡn tại Sài Gòn". Còn tướng Lê Nguyên Khang thì giận dữ nói thẳng thừng: "Anh em chúng tôi không có tội tình mẹ gì cả".
Tuy nhiên, đằng sau vụ trừng phạt kỳ lạ này là tâm lý sợ bị đảo chính của Nguyễn Văn Thiệu xuất hiện từ giữa năm 1974. Đây cũng là một trong những nguyên nhân khiến ông ta ra lệnh rút về Sài Gòn sư đoàn dù (vốn là cái nôi trưởng thành của tướng Ngô Quang Trưởng) chứ không phải sư đoàn thủy quân lục chiến. Cũng vì lý do này, ông Thiệu đã đạo diễn cho Thượng viện Việt Nam Cộng hòa bỏ phiếu bất tín nhiệm chính phủ của thủ tướng Trần Thiện Khiêm để lập chính phủ mới do Chủ tịch Hạ viện Nguyễn Bá Cẩn làm thủ tướng. Không những thế, ngày 2 tháng 4, ông ta còn cho bắt bảy người đã cộng tác với tướng Nguyễn Cao Kỳ, sáu người được ông ta cho là bày mưu chủ chốt; kể cả Nguyễn Văn Ngạn vốn là thư ký của ông ta, giờ đang đứng đầu đảng Dân chủ. Trong khi những thất bại trên chiến trường đang đè nặng lên Quân lực Việt Nam Cộng hoà thì những động thái chính trị riêng tư và kỳ lạ của Nguyễn Văn Thiệu đã giáng một đòn mạnh vào chính thể Quân lực Việt Nam Cộng hoà và Quân lực Việt Nam Cộng hoà, làm cho chế độ này và quân đội của nó càng mau chóng đi đến chỗ sụp đổ và tan rã. Trong các ngày 2 và 3 tháng 4, Giám đốc CIA William Colby đã viết hai báo cáo gửi cho Washington với các đánh giá:"Cán cân lực lượng ở Nam Việt Nam nghiêng rõ về phía cộng sản. Bạc nhược, thất bại chủ nghĩa đã hoành hành trong quân đội của Thiệu" và "Chúng tôi nghĩ rằng trong mấy tháng nữa, nếu không là mấy tuần nữa, Sài Gòn sẽ sụp đổ về mặt quân sự hay là một chính phủ mới sẽ được thành lập, chính phủ này sẽ chấp nhận giải pháp theo điều kiện của cộng sản".